# Јеромонах
Јеромонах или свештеномонах је свештено лице из реда монаха код православних хришћана. То је монах који је рукоположен у чин презвитера.